# Gigantalcis
Gigantalcis là một chi bướm đêm thuộc họ Geometridae.